# Herment
Herment é uma comuna francesa na região administrativa de Auvérnia-Ródano-Alpes, no departamento Puy-de-Dôme. Estende-se por uma área de 9,46 km². Em 2010 a comuna tinha 248 habitantes (densidade: 26,2 hab./km²).